# RBK Göteborg
RBK Göteborg, tidigare Robertshöjds BK, var en innebandyklubb i Göteborg. Man hade flera lag, både på herr- och damsidan. Man hade även en omfattande ungdomsverksamhet med lag för yngre barn. Herrarna spelade i Elitserien säsongen 2003/2004. Damerna kvalade 2007 till Elitserien.
Klubben heter nu IBK Göteborg efter en sammanslagning med Björkekärrs IK 2007.